# Liga dos Campeões da CAF de 2013
A Liga dos Campeões da CAF de 2013 foi a 49ª edição da maior competição de clubes da África e a 17ª edição sobre o atual formato de competição. Como campeão o Al-Ahly disputou a Copa do Mundo de Clubes da FIFA de 2013 como representante da África.

## Fases de qualificação

### Fase preliminar
O sorteio para a fase preliminar, primeira e segunda fase aconteceram dia 9 de dezembro de 2012, e as partidas foram anunciadas dia 10 de dezembro de 2012.
As fases preliminares foram decididas em dois jogos, com os o resultado agregado sendo utilizado para determinar o vencedor. Se os terminarem empatados após a segunda partida, a regra de gols marcados fora é aplicada, e se continuar empatado, o desempate acontece diretamente em uma disputa de pênaltis (sem prorrogação)
| Equipe 1         | Total       | Equipe 2                   | 1.º jogo | 2.º jogo |
| ---------------- | ----------- | -------------------------- | -------- | -------- |
| Zamalek          | 7–0         | Gazelle                    | 7–0      | 0–0      |
| Vita             | 5–1         | Dynamic Togolais           | 3–0      | 2–1      |
| Jamhuri          | 0–8         | Saint George               | 0–3      | 0–5      |
| Bizertin         | 2–1         | Al-Ittihad                 | 1–1      | 1–0      |
| Dynamos          | 3–1         | Lesotho                    | 3–0      | 0–1      |
| St Michel United | 1–7         | Tusker                     | 1–4      | 0–3      |
| Zanaco           | 3–2         | Mbabane Swallows           | 3–2      | 0–0      |
| Orlando Pirates  | 9–0         | Djabal Club                | 5–0      | 4–0      |
| Maxaquene        | 0–2         | Centre Chiefs              | 0–1      | 0–2      |
| APR              | 2–2 (g.f.)  | Vital'O                    | 1–2      | 1–0      |
| Enugu Rangers    | w/o         | Sporting Clube do Príncipe | –        | –        |
| Simba            | 0–5         | Recreativo Libolo          | 0–1      | 0–4      |
| JSM Béjaïa       | 3–0         | Olympic                    | 3–0      | 0–0      |
| Asante Kotoko    | 8–0         | Ela Nguema                 | 7–0      | 1–0      |
| 1° de Agosto     | 4–3         | Adama                      | 4–2      | 0–1      |
| FUS Rabat        | 2–2 (g.f.)  | Real Banjul                | 1–0      | 1–2      |
| Union Douala     | 3–1         | LISCR                      | 2–1      | 1–0      |
| Horoya           | 0–3         | Séwé Sports                | 0–0      | 0–3      |
| AFAD Djékanou    | 6–2         | Diamond Stars              | 5–1      | 1–1      |
| Coton Sport      | 0–0 (4–3 p) | URA                        | 0–0      | 0–0      |
| Moghreb Tétouan  | 1–1 (1–3 p) | Casa Sport                 | 1–0      | 0–1      |
| Kano Pillars     | 5–1         | Olympic Real               | 5–1      | 0–0      |
| Léopards         | 2–1         | Mounana                    | 2–0      | 0–1      |
| ASPAC            | 2–2 (4–5 p) | Faso-Yennenga              | 1–1      | 1–1      |

### Primeira fase
| Equipe 1              | Total    | Equipe 2        | 1.º jogo | 2.º jogo |
| --------------------- | -------- | --------------- | -------- | -------- |
| Zamalek               | 1–0      | AS Vita Club    | 1–0      | 0–0      |
| Saint George          | 3–1      | Djoliba         | 2–0      | 1–1      |
| CA Bizertin           | 3–1      | Dynamos         | 3–0      | 0–1      |
| Tusker                | 1–4      | Al-Ahly         | 1–2      | 0–2      |
| Zanaco                | 1–3      | Orlando Pirates | 0–1      | 1–2      |
| Mochudi Centre Chiefs | 0–7      | TP Mazembe      | 0–1      | 0–6      |
| Vital'O               | 0–2      | Enugu Rangers   | 0–0      | 0–2      |
| Recreativo do Libolo  | 4–2      | Al-Merreikh     | 2–1      | 2–1      |
| JSM Béjaïa            | 1–1 (gf) | Asante Kotoko   | 0–0      | 1–1      |
| Primeiro de Agosto    | 0–2      | Espérance ST    | 0–1      | 0–1      |
| FUS Rabat             | 3–1      | Union Douala    | 3–0      | 0–1      |
| Séwé Sports           | 5–4      | Al-Hilal        | 4–1      | 1–3      |
| AFAD Djékanou         | 1–3      | Coton Sport     | 0–1      | 1–2      |
| Casa Sport            | 1–4      | Stade Malien    | 1–2      | 0–2      |
| Kano Pillars          | 4–4 (gf) | AC Léopards     | 4–1      | 0–3      |
| ASFA Yennenga         | 4–5      | ES Sétif        | 2–1      | 2–4      |

### Segunda fase
| Equipe 1        | Total      | Equipe 2             | 1.º jogo | 2.º jogo |
| --------------- | ---------- | -------------------- | -------- | -------- |
| Zamalek         | 3–3 (g.f.) | Saint George         | 1–1      | 2–2      |
| CA Bizertin     | 1–2        | Al-Ahly              | 0–0      | 1–2      |
| Orlando Pirates | 3–2        | TP Mazembe           | 3–1      | 0–1      |
| Enugu Rangers   | 1–3        | Recreativo do Libolo | 0–0      | 1–3      |
| JSM Béjaïa      | 0–1        | Espérance ST         | 0–0      | 0–1      |
| FUS Rabat       | 1–1 (g.f.) | Séwé Sports          | 1–1      | 0–0      |
| Coton Sport     | 3–0        | Stade Malien         | 3–0      | 0–0      |
| AC Léopards     | 4–4 (p)    | ES Sétif             | 3–1      | 1–3      |

## Fase de grupos
O sorteio para esta fase ocorreu em 14 de maio de 2013. Os oito times foram colocados em dois grupos com quatro times.

### Grupo A
| Time            | Pts | J | V | E | D | GF | GS | SG |
| --------------- | --- | - | - | - | - | -- | -- | -- |
| Al-Ahly         | 11  | 6 | 3 | 2 | 1 | 8  | 7  | +1 |
| Orlando Pirates | 8   | 6 | 2 | 2 | 2 | 8  | 4  | +4 |
| Zamalek         | 7   | 6 | 2 | 1 | 3 | 10 | 12 | –2 |
| AC Léopards     | 7   | 6 | 2 | 1 | 3 | 4  | 7  | –3 |

|                 | AHL | ACL | ORL | ZAM |
| --------------- | --- | --- | --- | --- |
| Al-Ahly         |     | 2–1 | 0–3 | 4–2 |
| AC Léopards     | 0–1 |     | 1–0 | 1–0 |
| Orlando Pirates | 0–0 | 0–0 |     | 4–1 |
| Zamalek         | 1–1 | 4–1 | 2–1 |     |

### Grupo B
| Time                 | Pts | J | V | E | D | GF | GS | SG |
| -------------------- | --- | - | - | - | - | -- | -- | -- |
| Espérance ST         | 15  | 6 | 5 | 0 | 1 | 9  | 4  | +5 |
| Coton Sport          | 8   | 6 | 2 | 2 | 2 | 5  | 6  | –1 |
| Séwé Sport           | 5   | 6 | 1 | 2 | 3 | 5  | 6  | –1 |
| Recreativo do Libolo | 5   | 6 | 1 | 2 | 3 | 8  | 11 | –3 |

|                      | COT | EST | CRL | SEW |
| -------------------- | --- | --- | --- | --- |
| Coton Sport          |     | 1–2 | 2–1 | 1–0 |
| Espérance ST         | 2–0 |     | 3–2 | 1–0 |
| Recreativo do Libolo | 1–1 | 1–0 |     | 2–2 |
| Séwé Sport           | 0–0 | 0–1 | 3–1 |     |

## Fase final

### Semifinais
| Equipe 1        | Total      | Equipe 2     | 1.º jogo | 2.º jogo |
| --------------- | ---------- | ------------ | -------- | -------- |
| Coton Sport     | 2–2 (pen)  | Al-Ahly      | 1–1      | 1–1      |
| Orlando Pirates | 1–1 (g.f.) | Espérance ST | 0–0      | 1–1      |

### Final
| Equipe 1        | Total | Equipe 2 | 1.º jogo | 2.º jogo |
| --------------- | ----- | -------- | -------- | -------- |
| Orlando Pirates | 1–3   | Al-Ahly  | 1–1      | 0–2      |

## Premiação
| Liga dos Campeões da CAF de 2013 |
| Egito                            |
| -------------------------------- |
| Al-Ahly Campeão (8º título)      |